# Сеймур, Горацио
Горацио Сеймур (англ. Horatio Seymour; 31 мая, 1810 — 12 февраля 1886) — американский юрист и политик.
Занимал пост губернатора штата Нью-Йорк с 1853 по 1854 и с 1863 по 1864. Был кандидатом на пост президента США от демократической партии на президентских выборах 1868 года, но проиграл выборы республиканцу Улиссу Гранту.
Сеймур родился в городе Помпи в штате Нью-Йорк 31 мая 1810 года. Учился в Женевском колледже. Он был женат на Марии Бликер. У них не было детей. Сеймур умер 12 февраля 1886 года от болезни, в возрасте 75 лет. Его жена, Мария Бликер умерла месяц спустя также от болезни.